# Roger Dajoz
Roger Dajoz (Parijs, 22 augustus 1929 – aldaar, 10 maart 2019) was een Frans bioloog, entomoloog (Coleopterologie) en docent aan het Muséum national d'histoire naturelle.

## Biografie
Dajoz is in 1954 afgestudeerd aan de École normale supérieure de Fontenay-Saint-Cloud, hierna behaalde hij een Agrégation de sciences de la vie - sciences de la Terre et de l'Univers. Van 1955 tot 1961 was hij leraar aan het Lycée Marcelin-Berthelot in Saint-Maur-des-Fossés en vervolgens universitair hoofddocent vergelijkende anatomie van de gewervelde dieren en entomologie aan de wetenschappelijke faculteit van de Sorbonne. Na zijn doctoraat werd Dajoz in 1962 benoemd tot adjunct-directeur van de leerstoel voor algemene ecologie van het Muséum national d'histoire naturelle. Na zijn pensioen in 1985 bracht Dajoz lange studietijd door in Arizona, Californië en Texas.
Als entomoloog bestudeerde Dajoz verschillende aspecten (systematiek, ecologie, biogeografie) van groepen kevers: saproxische soorten, dat wil zeggen soorten van de bodemfauna, die hoofdzakelijk behoren tot de families van de dwerghoutkevers, schimmelkevers, somberkevers, knotshoutkevers en zwamkevers. In dit kader heeft hij studies verricht in verschillende instellingen of ter plaatse, onder meer in Italië, Portugal, Joegoslavië, Griekenland, Roemenië, Bulgarije, de Canarische Eilanden en Noord-Amerika. In de loop van zijn onderzoek hield hij zich ook bezig met diverse vraagstukken op het gebied van de bosentomologie en de ecologie.
Dajoz was lid van de Société entomologique de France. Hij publiceerde meer dan 200 artikelen over ecologie, biologie en entomologie, waaronder de eerste wetenschappelijke beschrijvingen van talrijke keversoorten. In 1974 werd de Corticarina dajozi door Colin Johnson naar hem vernoemd.
Hij was getrouwd met Aline Langevin, een leerkracht Engels en kleindochter van Frans fysicus Paul Langevin. Zij kregen twee dochters: Isabelle Dajoz volgde in haar vaders voetsporen en Hélène Dajoz werd leerkracht wiskunde.

## Publicaties
- La vie dans les fonds marins, coll. « Savoir et Connaître » (1958)
- Les insecticides, Que sais-je ? (1959)
- Catalogue des coléoptères de la Forêt de la Massane (1965)
- Faune terrestre et d'eau douce des Pyrénées-Orientales : catalogue des coléoptères de la forêt de la Massane (1965)
- Écologie et biologie des coléoptères xylophages de la hêtraie, doctoraatsthesis (1966)
- Titres et travaux scientifiques de Roger Dajoz (1966)
- Les insectes xylophages et leur rôle dans la dégradation du bois mort (1974)
- Encyclopédie de l’écologie, le présent en question samen met Bernard Dussart, Henri Friedel, Roger Molinier, Jacques Daget, Jean Keiling, François Ramade, René Oizon, Claude-Marie Vadrot, François Lapoix, Michel et Claire Corajoud, Dominique Simonnet, Jean-Pierre Charbonneau
- Coléoptères : colydiidae et anommatidae paléarctiques (1977)
- Faune de l'Europe et du bassin méditerranéen : coléoptères (1977)
- Écologie des insectes forestiers (1980)
- Insectes coléoptères : Colydiidae et Cerylonidae (1980)
- Éléments pour une histoire de l'écologie : la naissance de l'écologie moderne au XIXème siècle (1984)
- Écologie et biogéographie des milieux montagnards et de haute altitude (1985)
- Les insectes et la forêt : rôle et diversité des insectes dans le milieu forestier (1998)
- Les coléoptères carabidés et ténébrionidés : écologie et biologie (2002)
- Précis d'écologie (2006)
- La biodiversité, l'avenir de la planète et de l'homme (2009)
- Dictionnaire d'entomologie, anatomie, systématique, biologie (2010)
- L’évolution biologique au XXIe siècle : les faits, les théories (2012)